# 条叶龙胆
条叶龙胆（学名：Gentiana manshurica）为龙胆科龙胆属的植物。分布在朝鲜以及中国大陆的安徽、内蒙古、广东、湖北、黑龙江、吉林、广西、浙江、湖南、江苏、河南、江西、辽宁等地，生长于海拔100米至1,100米的地区，一般生于山坡草地、湿草地或路旁，目前尚未由人工引种栽培。

## 别名
东北龙胆（东北植物检索表）

## 外部連結
- 龍膽 Longdan （页面存档备份，存于） 中藥材圖像數據庫 (香港浸會大學中醫藥學院)
- 龍膽苦苷 Gentiopicroside （页面存档备份，存于） 中草藥化學圖像數據庫 (香港浸會大學中醫藥學院) （中文）（英文）